# Grupo Carvalho

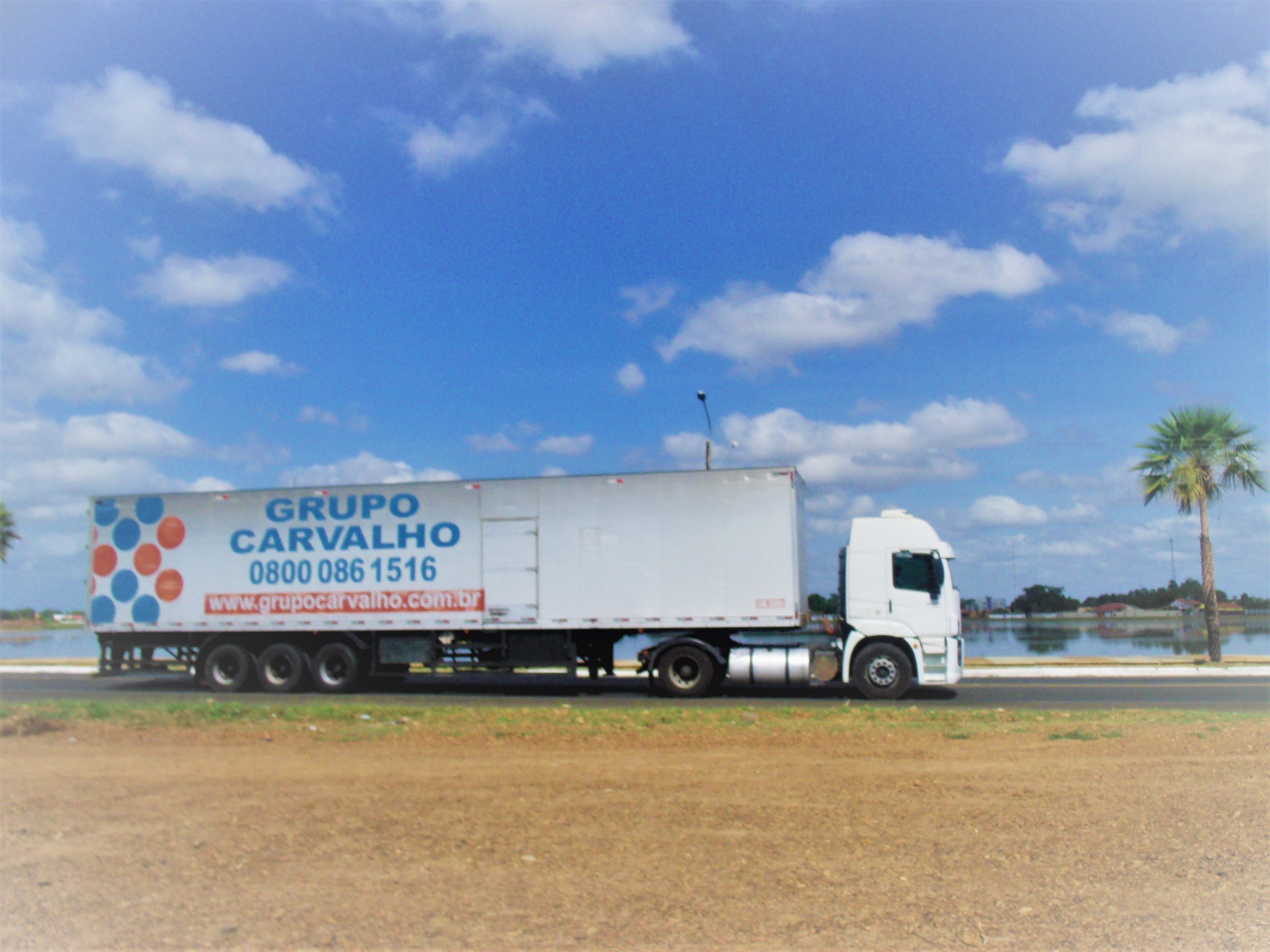
Caminhão do grupo

O Grupo Carvalho foi uma empresa brasileira do ramo alimentício. Com um faturamento de mais de 1,7 bilhões de reais por ano, 45 lojas e empregando quase 6 mil pessoas, o Grupo Carvalho foi uma das vinte maiores redes de supermercado do Brasil. Era uma empresa genuinamente piauiense, fundada e com matriz em Teresina, Piauí.
O grupo contava com as bandeiras Carvalho Supermercado, Carvalho Júnior, Carvalho Mercadão e Carvalho Atacado, além das empresas Carvalho Publicidade, Carvalho Construtora, Carvalho Agropastoril, Carvalho Imobiliária, Carvalho Participações e Carvalho Logística. E tinha 38 lojas no Piauí, sendo 28 em Teresina, e 7 lojas no Maranhão.

## História
Fundado em 23 de setembro de 1986, em Teresina, Piauí, a partir de um pequeno comércio, em sede alugada, instalada no centro de Teresina. O Grupo foi fundado a partir da capacidade e visão empreendedora de Reginaldo Carvalho, seu ex-presidente, e Van Fernandes, ex-vice-presidente do Grupo. Após isso, vieram as lojas na Zona Leste da cidade (zona nobre).
Atuando no Piauí e no vizinho Maranhão, o Grupo Carvalho vinha reforçando e ampliando sua relação com o consumidor, a partir da instalação de filiais em praticamente todos os bairros de Teresina e também nas cidades do interior do estado, onde a viabilidade é constatada. A filosofia do Grupo Carvalho era ser acessível a todas as camadas sociais, com clara e inabalável convicção de que os preços mais baixos são o principal atrativo ao consumidor, aliado a prazos, qualidade no atendimento e oferta de produtos que atendam aos pré-requisitos de procedência.
Em junho de 2019, houve a separação conjugal e acionária dos proprietários, dividindo o Grupo em duas corporações: o Grupo R Carvalho, administrado por Reginaldo Carvalho, e o Grupo Vanguarda, administrado por Van Fernandes.